# Тектоническое оружие
Тектоническое оружие — гипотетическое устройство или система, при помощи которых можно искусственно вызвать землетрясения, извержения вулканов или похожие явления в определённой местности путём воздействия на естественные геологические процессы.

## Происхождение названия
Термин «тектоническое оружие» и его синоним «сейсмическое оружие» был определён в 1992 году членом-корреспондентом Академии наук СССР А. В. Николаевым, который определил его как нечто, способное привести к разрушительному землетрясению, используя накопленную тектоническую энергию недр. При этом он отметил, что «поставить себе целью вызвать землетрясение — это затея крайне сомнительная».

## Попытки создания
Попытки создания тектонического оружия предпринимались в Новой Зеландии в период Второй мировой войны. Проект Seal был направлен на создание цунами c помощью размещения на дне океана множества зарядов взрывчатки. Цунами предполагалось использовать для поражения объектов противника. Несмотря на провал проекта, в 1999 году экспертами было отмечено, что создание подобного оружия является возможным.
Известны две секретные советские программы «Вулкан» и «Меркурий-18» (НИР № 2М 08614ПК) — «Методика дистанционного воздействия на очаг землетрясения с использованием слабых сейсмических полей и переноса энергии взрыва». Эти программы координировались Институтом геологии АН Азербайджанской ССР, где ими руководил Икрам Керимов. В секретном постановлении ЦК КПСС и Совета министров СССР от 30 ноября 1979 года № 1384-345/СС отмечались успешные опыты его команды по «переносу энергии взрыва заряда химических веществ» и намечалась программа создания сейсмического оружия сроком на 10 лет. В 1988 году группа Керимова приступила к первым экспериментам на полигоне примерно в 50 километрах от города Баткен в Киргизской ССР.
Роджер Кларк, преподаватель геофизики в университете Лидса в публикации в журнале Nature в 1996 году, оценивая газетные сообщения о двух секретных советских программах «Меркурий» и «Вулкан», нацеленных на разработку тектонического оружия, способного вызывать землетрясения на большом расстоянии с использованием электромагнитного излучения, заявил, что не считает подобное невозможным или неправильным, однако, с учётом прошлого опыта, создание таких устройств крайне маловероятно. Согласно публикации в Nature, эти программы были неофициально известны западным геофизикам в течение нескольких лет: программа «Меркурий» была начата в 1987 году; были проведены три испытания в Киргизии, а последнее испытание «Вулкана» произошло в 1992 году.

## Международные договоры
Конвенция о запрещении военного или любого иного враждебного использования средств воздействия на природную среду, принятая ООН в 1978 году, ратифицированная 75 странами и подписанная ещё 17-ю, запрещает использование средств воздействия на природную среду, вызывающих землетрясения и цунами.

## Спекуляции и теории заговора
Способность вызывать землетрясения или подобные эффекты приписывается вибратору Теслы, маленькому механическому устройству. Однако воспроизвести действие такого устройства не удалось. В телепрограмме «Разрушители мифов» была сделана попытка построить машину, работающую по такому же принципу; она оказалась способной заставить вибрировать большой мост, однако сила таких вибраций была несопоставима с землетрясением.
После разрушительных землетрясений появляются теории заговора, обычно связанные с вооружёнными силами США или бывшего СССР, основным положением которых является искусственный характер землетрясения, связанный с применением тектонического оружия. Подобные сообщения, например, появлялись в прессе в связи с землетрясением на Гаити в 2010 году, и с Спитакским землетрясением 1988 году.